# Родичевское сельское поселение
Родичевское сельское поселение — муниципальное образование в составе Котельничского района Кировской области России.
Административный центр — деревня Родичи.

## История
Родичевское сельское поселение образовано 1 января 2006 года согласно Закону Кировской области от 07.12.2004 № 284-ЗО.

## Население
| 2010 | 2012 | 2013 | 2014 | 2015 | 2016 | 2017 |
| ---- | ---- | ---- | ---- | ---- | ---- | ---- |
| 294  | ↘273 | ↘267 | ↘265 | ↗267 | ↘254 | ↘245 |
| 2018 | 2019 | 2020 | 2021 |      |      |      |
| ↘236 | ↘225 | ↘216 | ↘168 |      |      |      |

## Населенные пункты
На территории поселения находится 6 населённых пунктов (население, 2010):
- деревня Родичи — 264 чел.;
- деревня Куршаковы — 2 чел.;
- деревня Могучие — 0 чел.;
- деревня Ромашонки — 22 чел.;
- деревня Сметаны — 0 чел.;
- деревня Бакалово — 6 чел.